# Bokum
Bokum is een gehucht in de gemeente Het Hogeland in de Nederlandse provincie Groningen. Het ligt ten noorden van Kloosterburen aan de voet van een oude zeedijk. Tegenwoordig bestaat het uit twee boerderijen: Oud Bokum (oostzijde) en Nieuw Bocum (westzijde). Ten zuiden daarvan staan nog twee woningen.
In het verleden heeft bij Bokum een steenhuis gestaan. Het geslacht dat daar woonde wordt voor het eerst genoemd in 1462 als Bokema. Wanneer dat steenhuis is verdwenen is onbekend, de laatste vermelding dateert van 1615. Ter plaatse is nadien een boerderij gebouwd, welke echter verdwenen is bij de watersnoodramp van kerst 1717. Na de ramp werd de dijk iets verder naar het zuiden gelegd, en werd de boerderij Bocum ten zuiden van de dijk herbouwd. De plek van het oude steenhuis is nog duidelijk herkenbaar als een verhoging in een perceel ten noorden van de dijk.
Boerderij Bocum werd in 1819 gesplitst in de (bestaande) boerderij Oud Bokum en de (nieuwe) boerderij Nieuw Bocum. De gebouwen van Oud-Bokum stonden aanvankelijk in oost-westrichting. Bij een herbouw in 1858 werden de schuren herplaatst in noord-zuidrichting en ontstond de huidige oldambtster boerderij. Een sluitsteen in de korfboog van de oostelijke schuurdeur met de tekst "K.E. I.M. 1785" herinnert nog aan de oude boerderij. In 1875 werden schuur en bijschuur van Oud-Bokum verlengd. In 1935 werd een nieuwe bijschuur gebouwd met kenmerken van de Amsterdamse School en in 1986 is de oude bijschuur afgebroken. Op de grote deur van de hoofdschuur staat een afbeelding van de landbouwgodin Ceres. Boerderij en bijschuur hebben de status van rijksmonument. De schuren van boerderij Nieuw Bocum zijn nog van het bouwjaar 1819, maar zijn in 1883 vergroot en verlengd. Het woonhuis dateert van 1868. Ten westen van de oprit stonden vroeger twee dienstwoningen.
Ten zuiden van de Dijksterweg staat boerderij Ikemaheerd. Deze behoorde tot de reductie van 1594 aan het Oldenklooster (Kloosterburen). In 1717 verdronken alle bewoners bij de Kerstvloed en vervolgens werd de boerderij ten zuiden van de nieuwe dijk herbouwd op een perceel grasland. In 1865 werd de boerderij afgebroken en 1887 iets oostelijker aan de andere zijde van de Damsterweg weer herbouwd.
Het land van de drie boerderijen ligt voor een groot deel in de Bokumer-Ikemapolder en de Negenboerenpolder. De eerste polder is een samentrekking van de Bocumerpolder (aangelegd in 1809) en Ikemapolder (aangelegd in 1815).

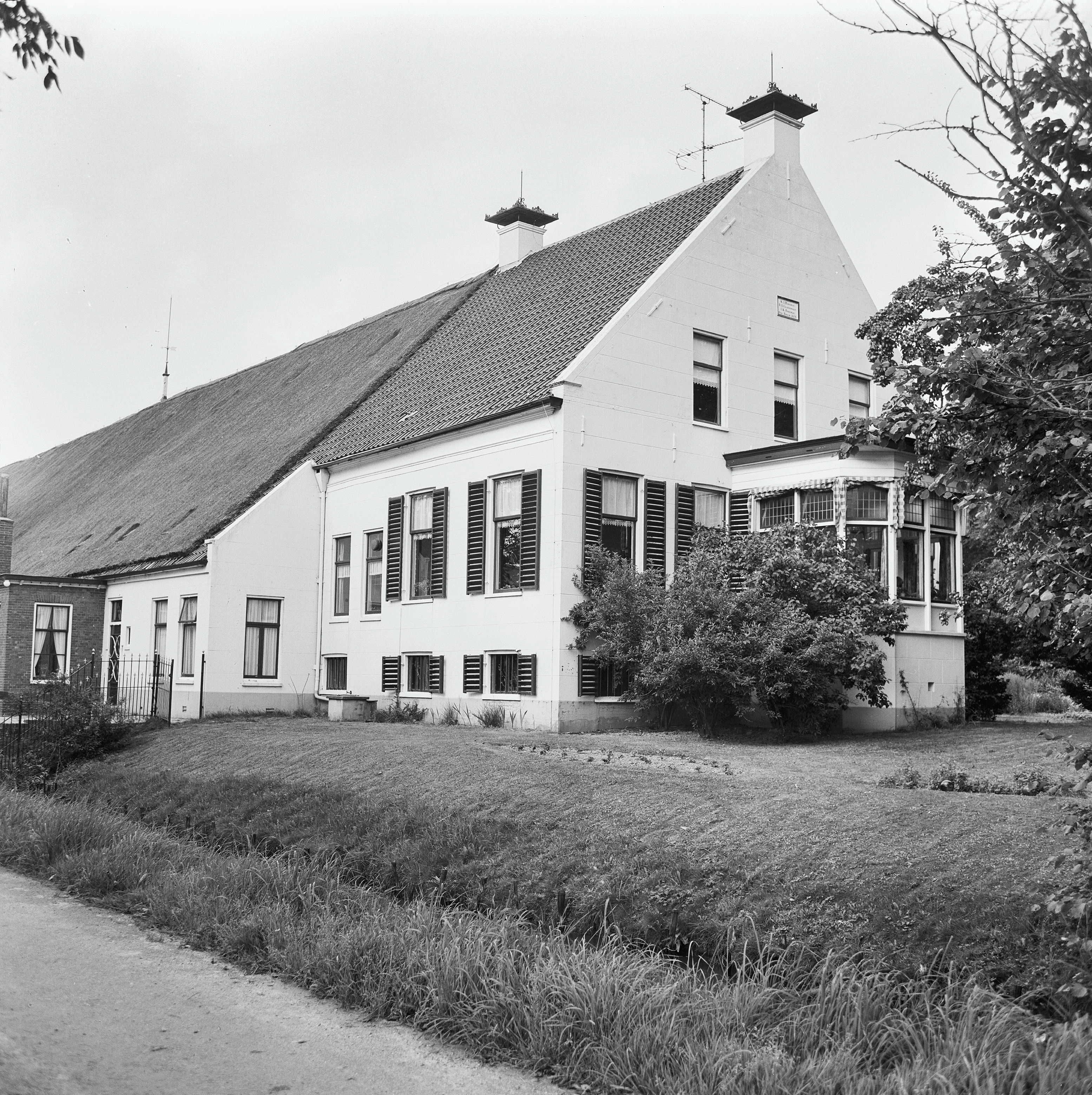
Voorgevel 'Oud Bokum' (1970)
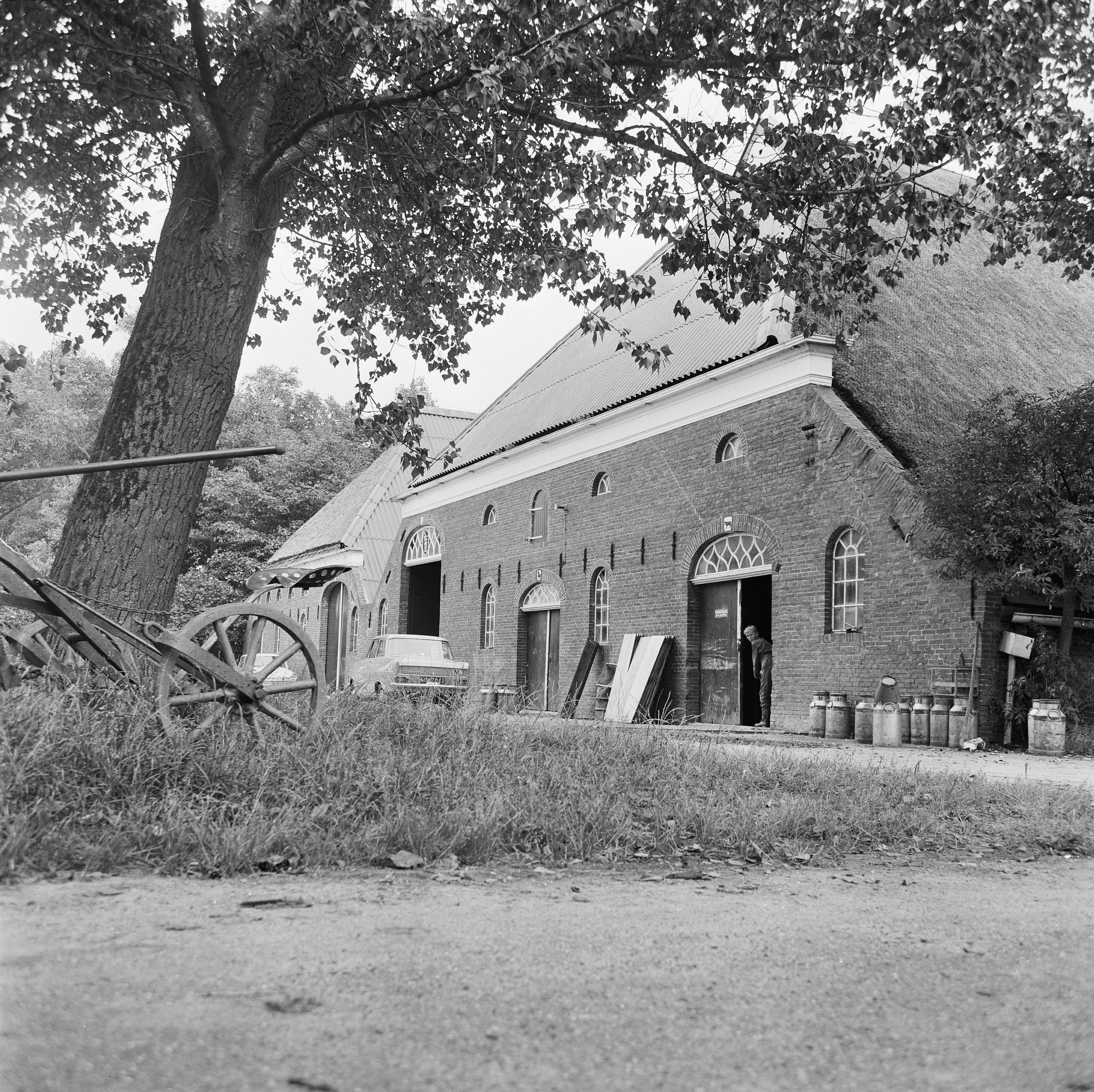
Achterzijde 'Oud Bokum' (1970)

Hoofdplaats: Uithuizen

Dorpen: Adorp · Den Andel · Baflo · Bedum · Eenrum · Eppenhuizen · Hornhuizen · Houwerzijl · Kantens · Kloosterburen · 't Lage van de Weg · Lauwersoog · Leens · Leenstertillen · Lutjewolde · Mensingeweer · Molenrij · Niekerk · Noordwolde · Oldenzijl · Onderdendam · Onderwierum · Oosteinde · Oosternieland · Pieterburen · Rasquert · Rodewolt · Roodeschool · Rottum · Saaxumhuizen · Sauwerd · Startenhuizen (deels) · Stitswerd · Tinallinge · Uithuizermeeden · Ulrum · Usquert · Vliedorp · Vierhuizen · Warffum · Warfhuizen · Wehe-den Hoorn · Westerdijkshorn · Westernieland · Wetsinge · Winsum · Zandeweer · Zoutkamp · Zuidwolde · Zuurdijk

Buurtschappen, gehuchten, wierden en buurten: 1e Nijhoezen · 2e Nijhoezen · 't Aagt · Abbeweer · Alinghuizen · Arwerd · Barnegaten · Bellingeweer · Bethlehem · Beusum · Bokum · Breede · Broek · Het Bultje · De Dingen · De Raken · De Vennen · Den Haver · Deikum · Doodstil · Douwen · Duisterwinkel · Eelswerd · Eemshaven · Elens · Ellerhuizen · Ernstheem · Ewer · Grijssloot · Groot Maarslag · Groot Wetsinge · De Haar · Hammeland · Den Hander · Harssens · Hefswal · Hekkum · Helwerd · Heuvelderij · Hiddingezijl · Holwinde · De Hoogte · De Horn · De Houw · 't Houweel · De Hucht · Kaakhorn · Katershorn · Kattenburg · Klei · Kleine Huisjes · Klein Garnwerd · Klein Maarslag · Klein Wetsinge · Kolham · Koningslaagte · Koningsoord · De Knijp · Kruisweg · Lutje Marne · Lutke Saaxum · Maarhuizen · (Marnehuizen) · Menkeweer · Menneweer · Midhalm · Midhuizen · Mollenhuizen · Nijenklooster · Noordpolder · Noordpolderzijl · Obergum · Oldenzijl · Oldorp · Oosterhorn · Oosterhuizen (Eenrum) · Oosterhuizen (Zuidwolde) · Oudedijk · Oudeschip · Paapstil · Panser · Plattenburg · Polen · Ranum · Reidland · Roodehaan · Schapehals · Schaphalsterzijl · Schilligeham · Schouwen · Schouwerzijl · Sint Annerhuisjes · 't Stort · De Streek · Takkebos · Ter Laan · Tijum · Valcum · Valom · Wadwerd · Walsweer · Westerhorn (De Marne) · Westerhorn (Hogeland) · Westerklooster · Westpolder · Wierhuizen · Wierum · 't Wildeveld · Willemsstreek · Zevenhuizen